# Rivière du Cennelier
Pour les articles homonymes, voir Cenellier.
La Rivière du Cenellier coule dans les municipalités d'Esprit-Saint, de La Trinité-des-Monts et de Saint-Narcisse-de-Rimouski, dans la municipalité régionale de comté (MRC) de Rimouski-Neigette, dans la région administrative du Bas-Saint-Laurent, au Québec, au Canada.
Cette rivière se déverse sur la rive sud-est de la rivière du Grand Touradi laquelle coule jusqu'à la rive sud de la rivière Rimouski ; cette dernière coule d'abord vers l'ouest, puis vers le nord, jusqu'à la rive sud du fleuve Saint-Laurent où elle se déverse au cœur de la ville de Rimouski.

## Géographie
La rivière du Cenellier prend sa source au lac du Cenellier (longueur : 0,3 km ; altitude : 234 m), dans la municipalité d'Esprit-Saint, dans les monts Notre-Dame. Cette source est située sur le versant Nord de la ligne de départage des eaux avec le bassin versant de la rivière de l'Orient laquelle coule vers le nord-ouest, puis le sud-ouest, jusqu'à se déverser dans la rivière Horton.
Le lac du Cennelier est situé à 40,6 km au sud-est du littoral sud-est du fleuve Saint-Laurent, à 0,8 km au sud-ouest de la limite de la municipalité de La Trinité-des-Monts, à 6,9 km au sud-est de la limite sud de la réserve faunique Duchénier et à 6,3 km au sud-ouest du centre du village de La Trinité-des-Monts.
À partir de sa source, la rivière du Cenellier coule sur 13,9 km, répartis selon les segments suivants :
- 1,7 km vers le nord, dans la municipalité d'Esprit-Saint, en coupant le 3e rang de Laroche, jusqu'à la limite de la municipalité de La Trinité-des-Monts ;
- 3,5 km vers le nord, jusqu'au pont du Cenellier de la route 232 ;
- 3,3 km vers le nord, en passant à l'ouest du village de La Trinité-des-Monts et en recueillant les eaux de deux ruisseaux (venant du sud-ouest) et d'un ruisseau (venant du nord-est), jusqu'au chemin du Cenellier Ouest ;
- 4,5 km vers le nord, jusqu'à la limite de la municipalité de Saint-Narcisse-de-Rimouski ;
- 0,9 km vers le nord, en traversant une zone de marais en fin de segment, jusqu'à la confluence de la rivière[2].

La rivière du Cenellier se déverse dans une zone de marais sur la rive sud de la rivière du Grand Touradi, soit en face de la limite sud-Est de la réserve faunique Duchénier. Cette confluence est située à 29,7 km au sud-est du littoral Sud-Est du fleuve Saint-Laurent, à 14,0 km au sud du centre du village de Saint-Narcisse-de-Rimouski, à 5,3 km au nord-ouest du centre du village de La Trinité-des-Monts et à 2,4 km au sud d'une courbe de la rivière Rimouski.

## Toponymie
L'aubépine (désignée populairement « cenellier ») est un arbuste réputé notamment à cause de sa floraison. Les vertus médicinales des feuilles de l'aubépine et ses rameaux fleuris sont reconnues, ayant des effets sur le cœur et la circulation sanguine. Les baies de cet arbuste à longues épines servent d'ingrédient pour faire de la gelée comestible. Ces baies servent aussi d'alimentation à plusieurs espèces d'oiseaux.
Le toponyme rivière du Cenellier a été officialisé le 5 décembre 1968 à la Commission de toponymie du Québec.